# تحسين كرمياني
تحسين كرمياني، أسمه الكامل تحسين علي محمد باوه خان السورة ميري، قاص وروائي وكاتب مسرحي ومقال، مواليد 1959، جلولاء، ديالى، العراق. قدم خلال فترة وجيزة تمتد من 2008 وحتى 2014، 7 روايات مع 5 مجاميع مسرحيات و 4 مجاميع قصصية مع كتابين مقالات. وهناك عشرة رسائل وأطاريح داخل العراق والأردن وتركيا وأمريكا تتناول أعماله الأدبية بالبحث والدراسة. ناهيك عن كتابين نقديين مهمين (مغامرة الكتابة) للدكتور محمد صابر عبيد وحلقته النقدية من داخل وخارج القطر، وهو كتاب أحتوى على 22 دراسة أكاديمية عن مجمل أعمال كرمياني القصصية والروائية والمسرحية والمقالية، وطبع في طبعتين في الأردن، وكتاب آخر ’’روايات تحسين كرمياني من غواية القراءة إلى تجليات المنهج‘‘، 15 دراسة أكاديمية من تقديم ومشاركة الدكتور سامان إبراهيم جليل صدر عن دار سطور 2018.

## التعليم والعمل
تخرج في معهد النفط عام 1980 تخصص آلات دقيقة، عمل في شركة نفط الشمال من عام 1983 ولغاية عام 1995، عمل في مكتب المنتجات النفطية في محافظة ديالى حتى عام 1998، تقاعد عن العمل في عام 2001، وتفرغ للكتابة. بدأ الكتابة القصصية منتصف الثمانينات، ونشرت أول قصة تحت عنوان “القبلة الأخيرة” في مجلة (وعي العمال) العراقية عام 1986.

## البداية
جاءت مرحلة القراءة الفعلية للكاتب متأخرة، كون حياته الماضية بلا مكتبات منزلية أو حتى في مدرسية، كان الجوع يهيمن على العقل. بدأت القراءة الفعليّة في وقتٍ متأخر جداً في مطلع الثمانينيات. يقول الكاتب عن طفولته «بوادر فلسفية سكنتني في مرحلة الطفولة، كنت أروم أن أصحح الكثير من التصرفات السلبية في كتاباتي البدائية، لكن بعد حين، وجدتها أفكار متطرفة تحارب أو تنطح ثوابت المجتمع وإرثه. الفلسفة روح الكتابة، وشعلتها، بدون فلسفة لا يمكننا أن نكتب».

## آراء
من وجهة نظره، على الأديب أن يتمركز في بلدته، أن لا يغادرها، أن يغربلها، ويقلب أحشاءها، ليلتقط ماضيها وحاضرها، وأن يحاول أن يستشرف مستقبلها، الكاتب الذي ينسلخ من بلدته أشبه بطير يغادر رفاقه ليضيع في أجواء غريبة، كذلك الكاتب سيفقد روح المصالحة مع مجتمعه، لو نأى عن جذوره، وتجنب في الكتابة عن كل صغيرة وكبيرة.
والنسبة له فان الأدب إذا لم يكن وعظي وتنويري إضافة إلى مقبلاته الأخرى كالتسلية والتثقيف وتصويب الأخطاء، رصد التناقضات ووضعها على الورق لا يكفي، ما لم يتم طرحها بطريقة تحسس أصحاب الخطأ بأخطائهم وأن تمنحهم فرص تصحيحها، الأدب يمثل له مواجهة مع الحياة، مع المستقبل، حرب ضد السلبيات، وفتح مسارات للسعادة أمام الجميع، والأدب رابط حيوي يربط المجتمعات كلها بلا قيود وتقريب المسافات بين الشعوب ويدمجهم في مساحة واحدة هي مساحة السلام والجمال والتعايش العفوي، الأدب يلغي الفوارق بين الشعوب. كما يرى الكاتب أن «الانترنت وسيلة مهمة وفاعلة في ربط الثقافات وإيصال المنتج الأدبي عبر مشارق الأرض ومغاربها فبمجرد ضغطة زر يمكننا أن نحصل على منجز أدبي أو نرسل منجزنا إلى الآخر، لكن الإنترنت أوصل كل ما هو غث وطارئ على الأدب لسهولة النشر ومجانيته  وعدم مرور المنتج الأدبي بسيطرات المدققين اللغويين ومانحي جوازات النشر، مما شكّل نفوراً أبعد الكثيرين من فائدة هذا العالم الافتراضي»، وعن المصاعب التي يواجهها الأدب العراقي يرى الكاتب أن الأدب العراقي تحت الوعكات السياسية تعرض إلى تهميش ربما متعمد لسبب أو لآخر سواء داخلياً أو خارجياً، لا ننسى ضعف أو انعدام وسائل التوزيع بسبب الأوضاع السياسية المتردية ما بين الدول العربية وضعف آليات النشر لدينا تحديداً، فالطبع كله يتم خارج البلاد في لبنان وسوريا، وقدم مطابع دار الشؤون الثقافية أو تهالكها وانعدام التمويل اللائق بالكتاب والأديب ودورهما في بلورة الحياة وتفعيلها، أو وجود شركات تمتلك مهنية الترويج والتوزيع، هذه أسباب واضحة ومزمنة منعت من تداول الكتاب المطبوع بشكل يسير مما لجأ الكثير من الأدباء إلى النشر الإلكتروني فأختلط الحابل بالنابل. أما عن أتجاهه للمسرح وأختلاف الأخير عن الرواية فقال: «حقيقة ما زلت أعيش الصراع ما بين الرواية والمسرحية؛ بعدما فضيت الإشتباك مع سطوة القصة القصيرة، رغم جماليتها وسحرية كتابتها كونها أشبه بنزهة في حيوات ومشاهد مختزلة، أمّا الرواية كمفهوم شائع عالم ممتع ومغري، غامض وواسع، مثل أرض بكر غير مكتشفة، تسمح بالحرث وبذر الأفكار مهما تناقضت أو تجاذبت مع وجهات نظر المتلقي، والرواية تستوعب أساليب التجريب من غير حدود ولا ضوابط.. بالنسبة للمسرحية ما زالت تشكل لدي هاجساً إبداعياً، كونها تمنحني الفرص الكاملة لقول ما أريد أن أقوله، ونجم هذا عن هوسي الدائم بالشخصيات والحوارات التي تضج بها رواياتي وقصصي وكثرة تعلقي بالمسرحيات وقراءة نماذجها العربية والعالمية.. غالباً ما أجد المسرحية منبراً يسمح لي بطرح وجهات نظري عبر ألسنة الشخوص، وفي مسرحياتي (البحث عن هم) و (عايش) و (المقموعون)؛ تداخلت طبيعة السرد بطبيعة الحوار».

## العضويات
- عضو اتحاد الأدباء والكتاب العراقيين منذ 1995.[4]
- عضو فخري في مؤسسة ناجي نعمان.[10]

## الجوائز
- جائزة الإبداع عن المجموعة القصصية “ثغرها على منديل” ضمن مسابقة ناجي نعمان الثقافية الدورة الخامسة لعام 2007.[8]
- المرتبة الثانية في جائزة نجيب محفوظ للرواية والقصة لعام 2010 عن رواية «أولاد اليهودية».[8][11]

- المرتبة الأولى عام 2008 عن قصة (مزرعة الرؤوس) في مسابقة مركزالنور.[12]

## النتاج الأدبي
| العنوان                              | اللغة   | الناشر                          | السنة | عدد الصفحات | الرقم الدولي            | المصدر               |
| ------------------------------------ | ------- | ------------------------------- | ----- | ----------- | ----------------------- | -------------------- |
| حكايتي مع رأس مقطوع                  | العربية | المؤسسة العربية للدراسات والنشر | 2011  | 183         | (ردمك 9876144190227)    | [ 13 ] [ 14 ] [ 15 ] |
| زقنموت                               | العربية | المؤسسة العربية للدراسات والنشر | 2013  | 343         | (ردمك 978-6144-1927-95) | [ 16 ]               |
| ليلة سقوط جلولاء                     | العربية | دار سطور                        | 2019  | 416         | (ردمك 9789922608440)    | [ 17 ] [ 18 ] [ 19 ] |
| بينما نحن..بينما هم وثغرها على منديل | العربية | تموز للطباعة والنشر             | 2010  | 230         | لا يوجد                 | [ 20 ] [ 12 ]        |
| ليسوا رجالا                          | العربية | تموز للطباعة والنشر             | 2011  | 146         | لا يوجد                 | [ 21 ]               |
| أولاد اليهودية                       | العربية | تموز للطباعة والنشر             | 2011  | 219         | لا يوجد                 | [ 22 ] [ 23 ]        |
| بعل الغجرية                          | العربية | تموز للطباعة وانشر              | 2012  | 396         | لا يوجد                 | [ 24 ] [ 25 ]        |
| السكن في البيت الأبيض                | العربية | تموز للطباعة والنشر             | 2015  | 162         | لا يوجد                 | [ 26 ] [ 27 ]        |
| ليالي المنسية                        | العربية | المؤسسة العربية للدراسات والنشر | 2014  | 503         | لا يوجد                 | [ 28 ] [ 29 ] [ 30 ] |
| خوذة العريف غضبان                    | العربية | تموز للطباعة والنشر             | 2011  | لا يوجد     | لا يوجد                 | [ 31 ] [ 32 ]        |
| بقايا غبار - قصص قصيرة               | العربية | تموز لللطباعة والنشر            | 2010  | لا يوجد     | لا يوجد                 | [ 33 ]               |
| مسرحية عايش                          | العربية | تموز للطباعة والنشر             | 2013  | لا يوجد     | لا يوجد                 | [ 34 ] [ 35 ]        |
| قفل قلبي                             | العربية | فضاءات للنشر والتوزيع           | 2011  | لا يوجد     | لا يوجد                 | [ 36 ]               |
| هواجس بلا مرافئ                      | العربية | دار الشؤون الثقافية             | 2001  | لا يوجد     | لا يوجد                 | [ 34 ]               |
| مسرحية المقموعون                     | العربية | تموز للطباعة والنشر             | 2015  | لا يوجد     | لا يوجد                 | [ 37 ]               |
| البحث عن هم                          | العربية | تموز للطباعة والنشر             | 2011  | لا يوجد     | لا يوجد                 | [ 38 ]               |
| من أجل صورة زفاف                     | العربية | رند للنشر                       | 2011  | لا يوجد     | لا يوجد                 | [ 39 ] [ 40 ]        |
| الحزن الوسيم                         | العربية | دار الينابيع                    | 2010  | لا يوجد     | لا يوجد                 | [ 41 ] [ 42 ]        |